# Assyrer im Irak

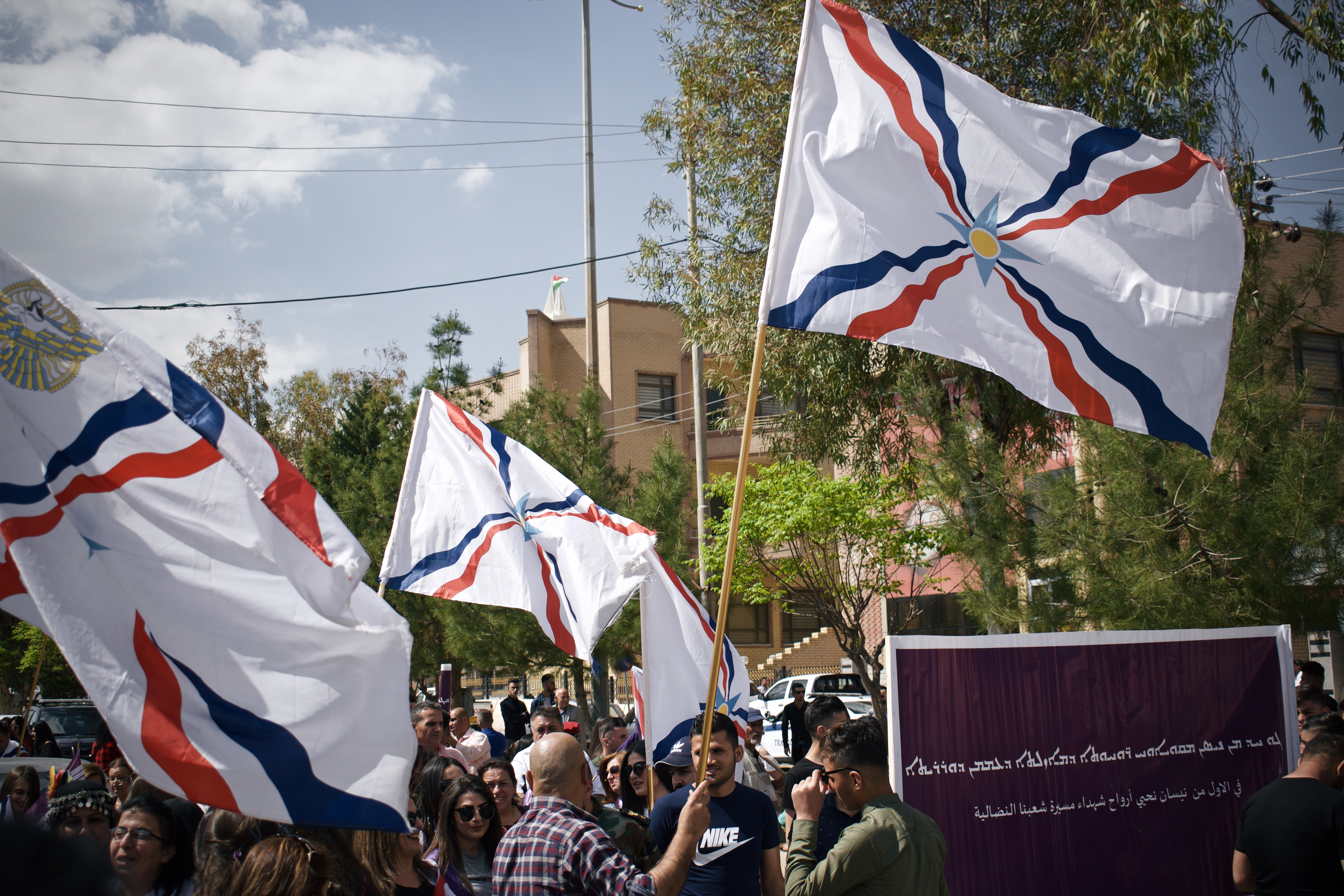
Assyrisches Neues Jahr (Aketo) in Nohaadra (Dohuk), April 2018

Die Assyrer im Irak (syrisch ܐܬܘܪܝܐ ܕܥܝܪܩ, arabisch الآشوريون في العراق) stellen die Mehrheit innerhalb der christlichen Bevölkerung im Irak.
Die Assyrer im Irak sind auch als Chaldäer, Aramäer oder auch als Syrische Christen bekannt, die Eigenbezeichnung in der Aramäischen Sprache lautet Suryoye. Sie sprechen mehrheitlich die Syrische Sprache (ein aramäischer Dialekt) und das Arabische. Sie gehören mindestens 5 verschiedenen Syrischen Kirchen und Konfessionen an; die größte syrische Kirche im Irak ist die Chaldäisch-Katholische Kirche, gefolgt von der Syrisch-Orthodoxen Kirche, der Syrisch-Katholischen Kirche und der Assyrischen Kirche des Ostens.
In den letzten Jahren haben zahlreiche Christen aufgrund der religiösen Verfolgung seitens muslimischer Extremisten das Land verlassen. Die Zahl der Assyrer im Irak ist stark geschrumpft, während die Diasporagemeinden der Assyrer in den Vereinigten Staaten und in Europa, wie jene der Assyrer in der Schweiz weiter ansteigt.

## Situation der Assyrer
Im Großteil des Irak können sich die Christen kaum mehr sicher fühlen. Erträglich ist ihre Lage nur in den Nordprovinzen, wo sie eine Mehrheit in der Ninive-Ebene darstellen. Die meisten von ihnen leben in den Großstädten wie Bagdad, Mossul und traditionell in ihren Städten und Dörfern in der Ninive-Ebene.
Für die Christen ist der Irak zu einer schwierigen Heimat geworden; immer wieder geraten sie zwischen die Fronten von Schiiten und Sunniten. Der Anteil der Christen belief sich nach Schätzungen des CIA World Fact Book Mitte 2015 nur noch auf 0,8 %. Seit Beginn des Irakkrieges im Jahre 2003 hat sie sich um 50 % verringert, obwohl es im Norden des Irak auch Wiederansiedlungen gab. Seit einigen Jahren sind die christlichen Iraker verstärkt zur Zielscheibe islamistischer Terroristen geworden; so verlassen tagtäglich Hunderte von ihnen den Irak in Richtung Syrien oder Jordanien.

### Forderung einer Autonomie
Um eine weitere christliche Entvölkerung des Irak zu verhindern, fordern die Christen im Norden des Landes eine Autonomie in der Ninive-Ebene.
Die Städte und Dörfer der Ninive-Ebene werden von christlichen Assyrischen/Aramäischen Milizen und Soldaten, wie beispielsweise der "Qaraqosh Protection Committee", verteidigt und überwacht.